# Alfonso Villegas
Alfonso Villegas Restrepo (Manizales, 21 de enero de 1884-Bogotá, 18 de marzo de 1945) fue un abogado, empresario de medios y periodista colombiano, miembro del Partido Liberal Colombiano.
Villegas fue el fundador de los periódicos El Tiempo (el más importante de Colombia en la actualidad y que pasó a manos de la familia Santos en 1913) y La República. Además, ejerció como abogado en Bogotá y en Nueva York representando a empresas nacionales e internacionales.

## Biografía
Alfonso Villegas nació en Manizales el 21 de enero de 1884, en el seno de una familia de colonos de la región. Cursó estudios de secundaria en Manizales y a los 16 años participó con los ejércitos liberales en la Guerra de los Mil Días.
A principios del siglo XX, ingresó a la Universidad Nacional en Bogotá y a la Universidad del Rosario para estudiar derecho. Cuando estudiante, conoció a Eduardo Santos Montejo, más tarde su cuñado, y futuro presidente de Colombia.
En 1916, se casó con Leonor López Lozano, hija de Benito López de Valladares, un empresario y terrateniente importante de la ciudad de Cali. Sus hijos fueron Gloria, nacida en Nueva York en 1918, José Antonio, nacido en Cali en 1920 y María de los Ángeles, nacida en Bogotá en 1922. Tuvieron otro hijo que murió durante su temprana infancia.

### Inicio actividad política y fundación deEl Tiempo
Fue unos de los principales promotores del movimiento estudiantil que empezó el 13 de marzo de 1909 y que tuvo como consecuencias la caída de la dictadura del general Rafael Reyes Prieto, la creación del partido político Unión Republicana (UR) y la elección en 1910 por la Asamblea Nacional al republicano Carlos E.Restrepo como presidente de la república con un gobierno de coalición de republicanos y conservadores.
A los 27 años de edad, el 30 de enero de 1911, Alfonso Villegas fundó el periódico El Tiempo para apoyar las ideas del UR y la administración del presidente Carlos E. Restrepo, único presidente de Colombia que tuvo este partido. Villegas fue director propietario del periódico durante dos años y medio y a mediados de 1913 vendió el periódico a Eduardo Santos. En 1913, emprendió camino a Nueva York, para ejercer su profesión de abogado.

### Estadía en los Estados Unidos
Residió en Nueva York de 1913 a 1920, donde se estableció como abogado. En 1914 estuvo enfermo y pasó algunos días de convalecencia en el Astor Sanatorium de Nueva York.
En 1916, durante un viaje a Colombia, contrajo matrimonio con Leonor López Lozano. En 1918, solicitó su ingreso al Foro de abogados de Nueva York.
Durante su estadía en Estados Unidos, seguía los desarrollos políticos en Colombia a través de los periódicos colombianos que recibía por correo y las relaciones que mantuvo con la Legación de Colombia en Washington D. C. Correspondió con sus amigos republicanos y preparó su regreso a Colombia.

### Regreso a Colombia y fundación deLa República

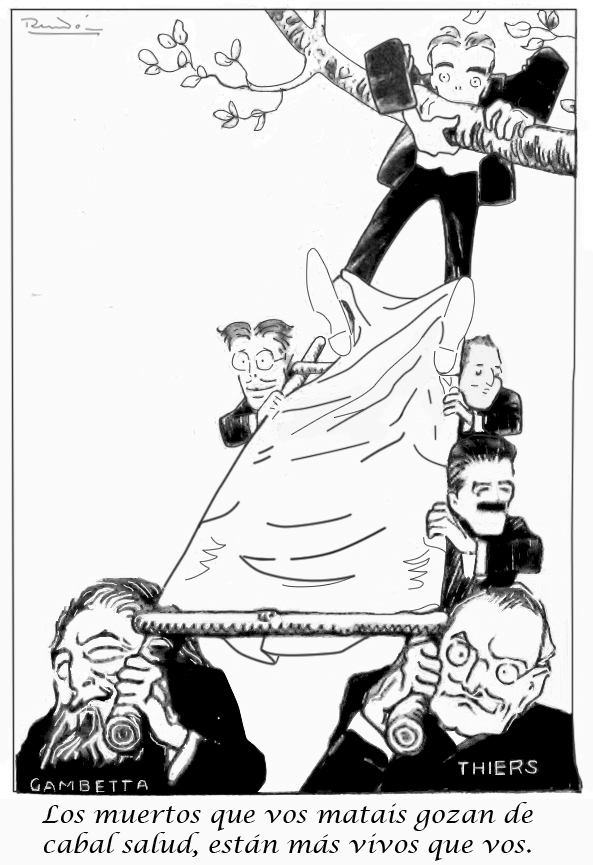
Caricatura de Rendón el primer día de circulación del diario La República, 13 de marzo de 1921

En 1920, regresó a Colombia con la intención de asesorar y representar empresas extranjeras en negocios en Colombia. Al mismo tiempo, la situación política del país lo llevó nuevamente al terreno político. Eduardo Santos, a través de un editorial en El Tiempo del 22 de febrero de 1921, declaró desaparecido el partido republicano. Como respuesta, el 13 de marzo de 1921, Villegas fundó el diario La República para promover de nuevo el republicanismo. El caricaturista Ricardo Rendón estuvo vinculado a este diario mostrando con su obra la posición de Villegas contra El Espectador y El Tiempo.
Rendón muestra en el primer día de circulación del periódico La República, el 13 de marzo de 1921, a Alfonso Villegas Restrepo vivo, escapándose del entierro que le hacen los directores de los otros periódicos: Eduardo Santos (director de El Tiempo), Luis Cano Villegas y Luis Eduardo Nieto Caballero (directores de El Espectador). Aparecen adelante Léon Gambetta y Adolphe Thiers (fundadores de la Tercera República francesa).
A mediados de 1923, el banco del cual dependía el periódico para sus necesidades financieras, quebró, y fue necesario licenciar a la mayoría de los empleados del periódico. El periódico continuó con dificultades materiales hasta finales de 1925.

### Retiro de la vida pública
La desaparición del diario La República marcó su retiro de la vida pública y estableció en Bogotá su actividad de abogado y de asesor jurídico de empresas nacionales e internacionales.
En diciembre de 1933, participó en la Séptima Conferencia Panamericana en Montevideo como secretario de la delegación de Colombia.
En 1934, apoyó, escribiendo en las páginas de El Tiempo, la candidatura presidencial de Alfonso López Pumarejo.
A principio de los años cuarenta, se alejó definitivamente de la política y gozó de un cierto bienestar económico. Era asesor jurídico de compañías como la empresa nacional de aerolíneas Scadta, hoy Avianca, de la Magdalena Fruit Company, de la Tropical Oil Company, hoy Ecopetrol, de la Andean National Corporation y de la Royalite Oil Company. Era miembro eminente del Club de Abogados de Bogotá, perteneció al Jockey Club, fue presidente del Country Club (1939-1940), su nombre aparecía en el Bar Register de los Estados Unidos.
Alfonso Villegas Restrepo fue el primer presidente de la Asociación Colombiana de Ajedrez (ACODA) creada el 11 de marzo de 1942, cargo que ejercería regularmente, alternando con otros directivos de la ACODA (Santiago Escallón y Camilo Restrepo) hasta su muerte en marzo de 1945. 
En 1944, ganó el pleito en la Corte Suprema de Justicia para la Tropical Oil Company contra el Estado colombiano sobre la llamada Concesión De Mares.

### Muerte de Villegas
El 18 de marzo de 1945, murió en Bogotá de un cáncer de páncreas a los 61 años de edad. El fallecimiento de Villegas representó un acontecimiento a nivel nacional. A su entierro en el Cementerio Central de Bogotá, acudieron el presidente de la república Alfonso López Pumarejo, gran parte del gobierno, y representantes de la Cámara y del Senado.

## Familia

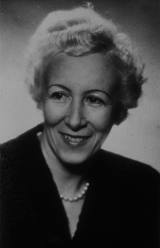
Una de sus hermanas, la exprimera dama de Colombia, Lorenza Villegas de Santos.

Fue el segundo hijo de José Antonio Villegas y Villegas y de Carlota Restrepo Botero los cuales tuvieron 10 hijos. Sus hermanos fueron José Carlos, Carolina, Flora, Leonor, Elisa, Mariano, Lorencita, Enrique y Rubén. Su padre era propietario de una finca cafetera en las cercanías de Santa Rosa de Cabal donde vivía con su familia. Su madre era hija del educador y pedagógico antioqueño José María Restrepo Maya (1834-1917). Los padres, de tradición conservadora, gozaban de un cierto bienestar económico y estaban involucrados en la educación pública.
Los apellidos Villegas, Restrepo y Botero pertenecen a los linajes históricos de los colonizadores de Antioquia y de la zona cafetera colombiana que a partir del siglo XVIII fueron poblando esta región del país. Los Villegas antioqueños y caldenses descienden de Felipe de Villegas y Córdoba (1714-1800), Alférez Real, juez poblador y alcalde mayor de Santiago de Arma de Rionegro, el cual construyó caminos, repartió tierras y desarrolló la minería en un vasto territorio otorgado en 1776 por la Corona española que se llamó la Concesión Villegas. Un hijo de Don Felipe, José Antonio Villegas y Londoño, fundó la ciudad de Abejorral en 1811.